# Ellen Gleditsch
Pour les articles homonymes, voir Gleditsch.
Ellen Gleditsch, née le 29 décembre 1879 à Mandal et morte le 5 juin 1968 à Oslo, est une chimiste et universitaire norvégienne, spécialiste de radioactivité. Elle fait une carrière de professeure à l'université d'Oslo.

## Biographie
Gleditsch est né en 1879 à Mandal. Elle obtient son diplôme de fin d'études secondaires mais les femmes ne sont pas admises à l'université à l'époque. Elle travaille comme assistante en pharmacie et elle obtient un diplôme non universitaire en chimie et en pharmacologie en 1902. En 1905, avec le soutien de son mentor Eyvind Bødtker, elle réussit le concours d'entrée à l'université, mais choisit d'étudier à Paris.
Elle étudie la radioactivité à la Sorbonne et travaille dans le laboratoire de Marie Curie de 1907 à 1912. Au laboratoire de Curie, Gleditsch a effectué une technique appelée cristallisation fractionnée, qui purifiait le radium. En 1911, elle obtient une licence en sciences de la Sorbonne et obtient un poste d'enseignante à l'université d'Oslo. Après avoir travaillé un an, elle a remporté la première bourse jamais attribuée à une femme de l'Association américano-scandinave pour étudier aux États-Unis, mais a été refusée par les deux écoles auxquelles elle a postulé.
Elle est acceptée, après un premier refus, au laboratoire de Bertram Boltwood à l'université Yale où elle a mesuré la demi-vie du radium, créant une mesure standard qui a été utilisée pendant de nombreuses années. L'un des scientifiques qui l'avait à l'origine détournée de Yale, a co-écrit deux articles avec elle et en juin 1914, le Smith College lui décerne un doctorat honoris causa. En 1913-1914, elle retourne à l'Université d'Oslo  et devient la deuxième femme à être élue à l'Académie des sciences d'Oslo en 1917. Au cours des années 1920, Gleditsch a fait plusieurs voyages en France pour aider Curie, ainsi qu'un voyage en Cornouailles pour enquêter sur une mine.
En 1919, Gleditsch est cofondatrice de l'Association norvégienne des femmes universitaires. Elle croyait également que la coopération des scientifiques favoriserait la paix. Elle est présidente de l'organisation de 1924 à 1928. Elle est présidente de la Fédération internationale des femmes universitaires de 1926 à 1929. Elle travaille à fournir des bourses pour permettre aux femmes d'étudier à l'étranger. En 1929, elle voyage aux États-Unis de New York à la Californie pour promouvoir des bourses d'études pour les femmes.
Bien que sa nomination en tant que professeur à Oslo en 1929 ait suscité la controverse elle y a lancé avec succès un groupe de recherche sur la radioactivité. Tout au long des années 1930, elle a continué à produire des articles en anglais, français, allemand et norvégien. Elle a également animé une série d'émissions de radio pour promouvoir et vulgariser les études scientifiques. Dans les années 30, elle dirigea un laboratoire de radiochimie en Norvège, qui servait de laboratoire secret à des scientifiques fuyant le régime nazi. En 1939, elle est nommée à la Commission internationale de coopération intellectuelle, où Marie Curie avait siégé également quelques années plus tôt. Lorsque la Norvège a été occupée pendant la guerre, elle a caché des scientifiques et a continué à utiliser sa maison pour des expériences. Lors d'un raid sur son laboratoire en 1943, les femmes scientifiques ont pu sauver les minéraux radioactifs, mais tous les hommes ont été arrêtés.
Elle prend sa retraite universitaire en 1946 et s'engage auprès de l'UNESCO dans la lutte contre l'analphabétisme. En 1949, elle a participé activement au comité de travail et en 1952 a été nommée à la commission norvégienne chargée de contrôler l'utilisation de la bombe atomique. La même année, elle a démissionné de l'UNESCO pour protester contre l'adhésion de l'Espagne alors sous le régime fasciste de Franco En 1962, à l'âge de 83 ans, elle reçoit un doctorat honoris causa de la Sorbonne, la première femme à recevoir un tel honneur.

## Distinctions
- Elle fut nommée docteur honoris causa à l'université de Strasbourg en 1948 et à la Sorbonne en 1962.
- Chevalier de Première classe de l'Ordre de Saint-Olaf en 1946.
- Citoyenne d'honneur de Paris en 1957.

## Publications
- (avec Marie Curie) « Action de l'émanation du radium sur les solutions des sels de cuivre », Le Radium, vol. 5, no 8,‎ août 1908, p. 225-227 (lire en ligne)
- « Sur le radium et l'uranium contenus dans les minéraux radioactifs », Comptes rendus, 148:1451 (1909)
- « Sur le rapport entre l'uranium et le radium dans les mineraux actifs », Radium 8:256 (1911) [lire en ligne].
- « The Life of Radium », American Journal of Science, vol. 41,‎ 1916, p. 112 (lire en ligne)